# Tutaev
Tutaev (anche traslitterata come Tutayev o Tutajev; in russo: Тутаев) è una città della Russia europea centrale (Oblast' di Jaroslavl'), situata sul fiume Volga, 38 chilometri a nordovest del capoluogo Jaroslavl'; è il capoluogo del rajon omonimo.
La cittadina risulta fondata nel 1822 dall'unione dei precedenti villaggi di Romanov e Borisoglebsk, fondati sulle opposte rive del fiume Volga rispettivamente nel XIV e XV secolo; mantenne il nome di Romanov-Borisoglebsk fino al 1918, quando venne ribattezzata con il nome attuale, in onore di un generale dell'Armata Rossa.
La cittadina è un discreto centro industriale (meccanica).

## Monumenti e luoghi d'interesse
Sulla riva sinistra del Volga sorgono diverse chiese:
- Cattedrale dell'Elevazione della Croce, del 1658 con affreschi di Gurij Nikitin;
- Chiesa della Trasfigurazione di Kazan, 1758;
- Chiesa dell'Arcangelo San Michele, 1746-51;
- Chiesa dell'Intercessione (Pokrovskaïa), 1674;
- Chiesa dell'Annunciazione (Blagoveschensk), 1660;

Sulla riva destra domina la 
- Cattedrale della Resurrezione del XVII secolo.

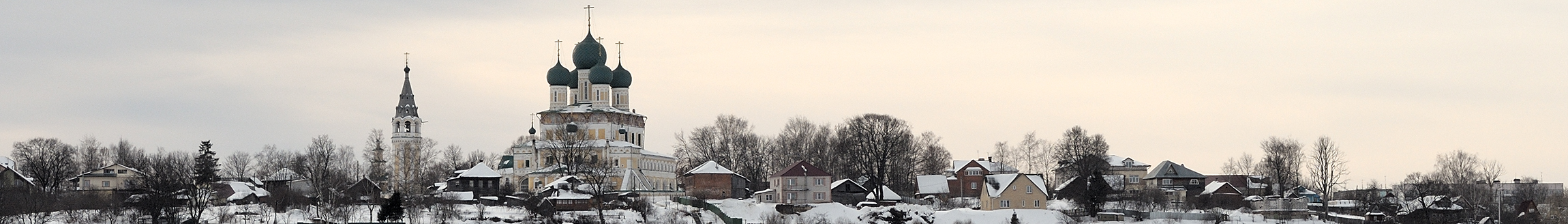
Veduta con la Cattedrale della Resurrezione.

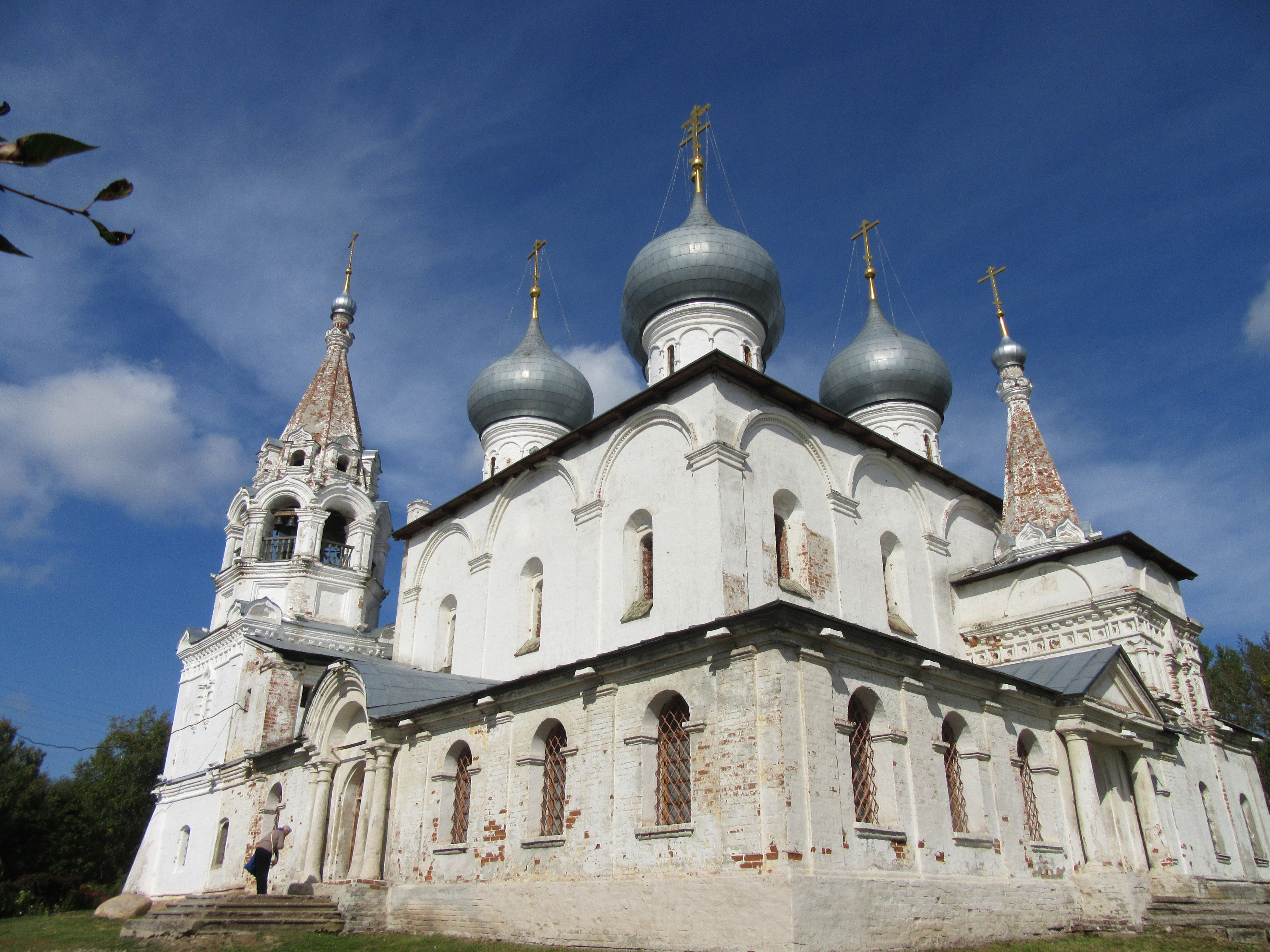
Cattedrale dell'Elevazione della Croce
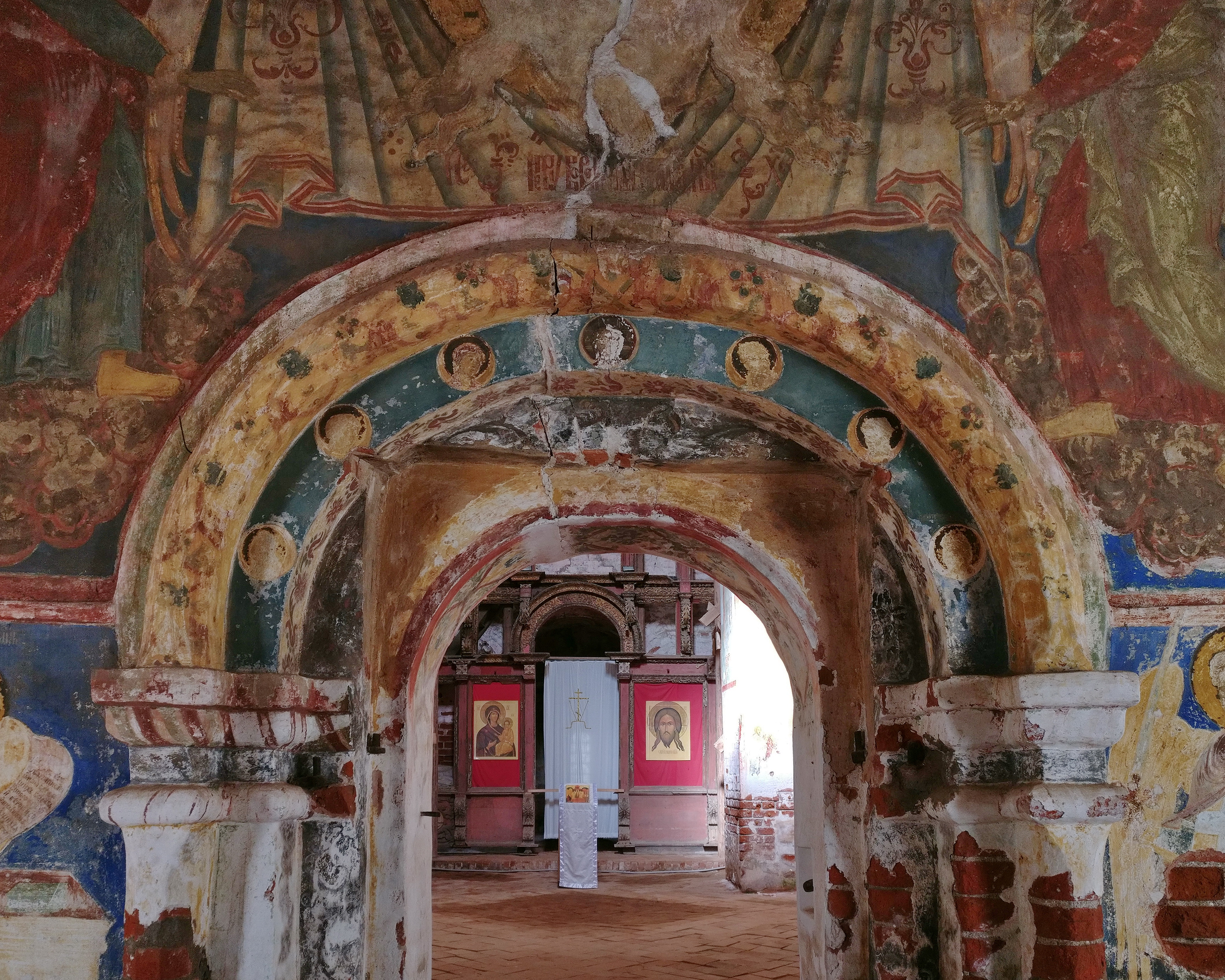
affreschi di Gurij Nikitin
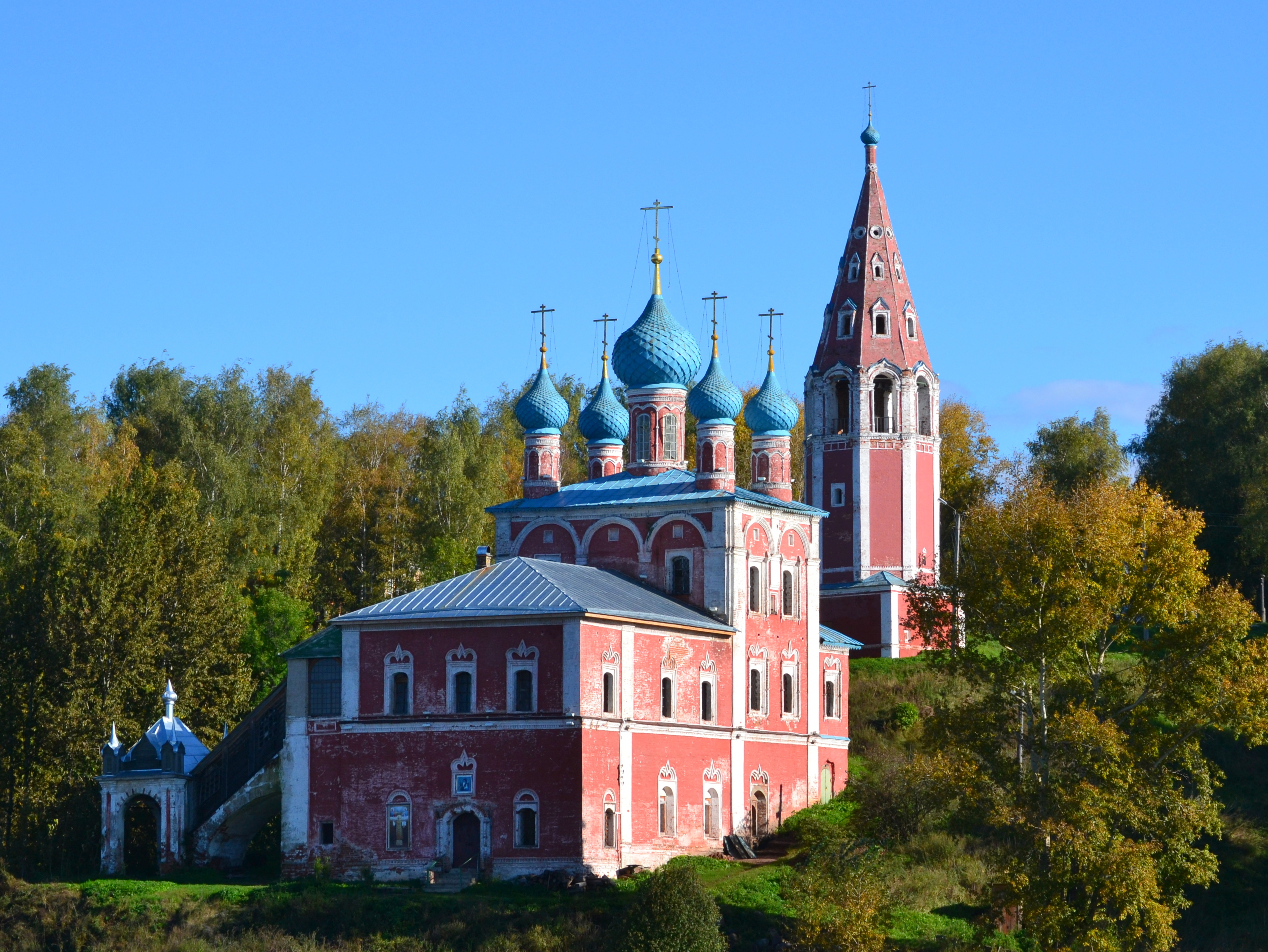
Chiesa della Trasfigurazione di Kazan
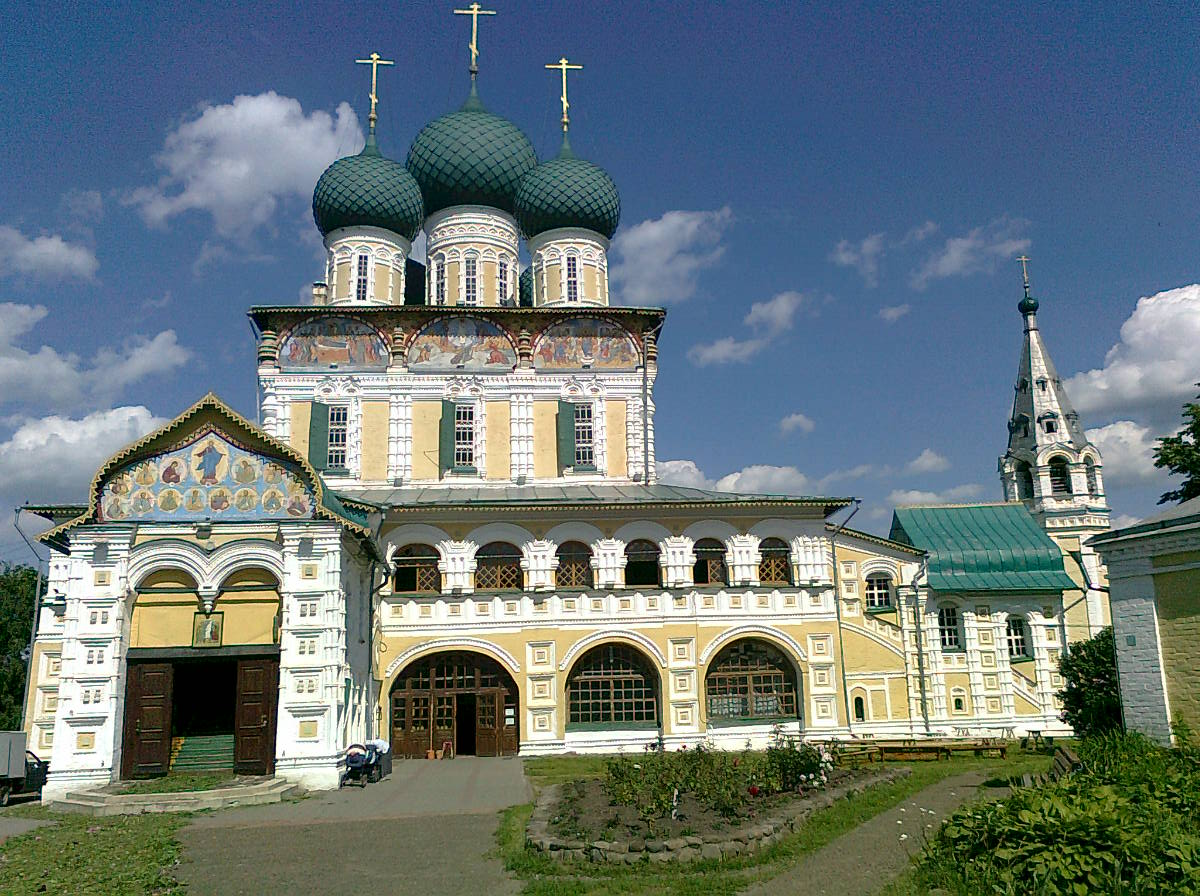
Cattedrale della Resurrezione

## Società

### Evoluzione demografica
Fonte: mojgorod.ru
- 1897: 6.500
- 1939: 18.500
- 1970: 16.800
- 1989: 39.800
- 2002: 42.644
- 2006: 42.000